# Halazepam
Halazepam  gehört zu der Gruppe der lang und stark wirksamen Benzodiazepin-Derivate. Die Wirkung ist stark sedativ (beruhigend) bis hypnotisch (schlaffördernd), muskelrelaxierend, anxiolytisch (angstlösend) und  antikonvulsiv (krampflösend). Unter der Einnahme von Halazepam kann schon nach kurzer Zeit eine  Abhängigkeit entstehen.

## Anwendungsgebiet
Halazepam ist angezeigt zur symptomatischen Linderung von Angstzuständen und vorübergehenden Angststörungen.

## Pharmakodynamik
Halazepam wirkt, wie alle Benzodiazepine, indem es die Erregungsübertragung des wichtigsten inhibitorischen Neurotransmitters γ-Aminobuttersäure (GABA) beeinflusst. Benzodiazepine binden am GABAA-Rezeptor und fungieren als allosterischer Modulator des Neurotransmitters. Dies kann pharmakodynamisch dadurch erklärt werden, dass Benzodiazepine an der Proteinuntereinheit des Rezeptors binden und die Permeabilität des Chloridkanals verändern. Dies führt zu einer Zunahme der Leitfähigkeit im Kanal und des Einstroms von Chloridionen in das Innere der Nervenzelle. In der Folge kommt es zu einem Kurzschluss über das exzitatorische postsynaptische Potential (EPSP) und zur Hyperpolarisierung nachgeschalteter Neurone.

## Pharmakokinetik
Halazepam wird nach oraler Gabe gut und rasch resorbiert und hauptsächlich im Urin ausgeschieden. Die maximale Plasmakonzentration nach Gabe einer Einzeldosis wird nach ungefähr zwei Stunden erreicht. In zwei Studien mit 12 gesunden Freiwilligen betrug die mediane Halbwertszeit von Halazepam 13,9 Stunden. Der Hauptbiotransformationsweg liegt in der Demethylierung zu N-Desmethyldiazepam, das als Hauptmetabolit im Plasma auftritt. Beim Menschen ist N-Desmethyldiazepam auch ein wichtiger Plasmametabolit des Diazepams, seine Eliminationshalbwertszeit liegt bei 76 bis 90 Stunden.

## Nebenwirkungen und Wechselwirkungen
Halazepam besitzt die typischen Nebenwirkungen der Benzodiazepine. In erster Linie können, Müdigkeit, Schwindel, Visus-Störungen, Doppelsehen, Verwirrtheit sowie ein „Hangover“ auftreten. Während die Wirksamkeit von Halazepam mit der von Diazepam vergleichbar sei, soll das Nebenwirkungsprofil günstiger sein.
Bei der gleichzeitigen Anwendung mit anderen psychotropen Arzneimitteln oder Antikonvulsiva sollte die Pharmakologie dieser Substanzen berücksichtigt werden. Phenothiazine, Barbiturate, MAO-Hemmer, Antidepressiva, Antihistaminika oder Anästhetika beispielsweise können die Wirkung verstärken, ebenso Alkoholkonsum.
Substanzen, die Cytochrom P450 inhibieren, können die Wirkung von Halazepam ebenfalls verstärken.